# Cyril Bos
Pour les articles homonymes, voir Bos.
Cyril Bos, né le 26 septembre 1972 à Mont-Saint-Aignan (Seine-Maritime), est un coureur cycliste français. Spécialiste de la poursuite sur piste, il a été trois fois médaillé aux championnats du monde de poursuite par équipes, en 1996, 1999 et 2000.

## Palmarès sur piste

### Jeux olympiques
- Sydney 2000
  - 4e de la poursuite par équipes

### Championnats du monde
- Manchester 1996
  -  Médaillé d'argent de la poursuite par équipes

- Berlin 1999
  -  Médaillé d'argent de la poursuite par équipes

- Manchester 2000
  -  Médaillé de bronze de la poursuite par équipes

### Coupe du monde
- 1995
  - 1er de l'américaine à Tokyo (avec Serge Barbara)
- 1999
  - 1er de la poursuite par équipes à Mexico (avec Philippe Ermenault, Damien Pommereau et Francis Moreau)
  - 2e de la poursuite par équipes à San Francisco
- 2000
  - 2e de la poursuite par équipes à Moscou

## Palmarès sur route
- 1990
  - Grand Prix de Gerponville
- 1995
  - 3e du Grand Prix de Saint-Hilaire-du-Harcouët
- 1997
  - 9e étape du Herald Sun Tour
  - Duo normand (avec Henk Vogels)
- 1999
  - 2e étape du Tour de la Dordogne
  - 2e des Boucles de l'Austreberthe
  - 3e du Tour de la Dordogne

### Tour d'Espagne
1 participation
- 1998 : abandon (11e étape)